# Varný kamínek

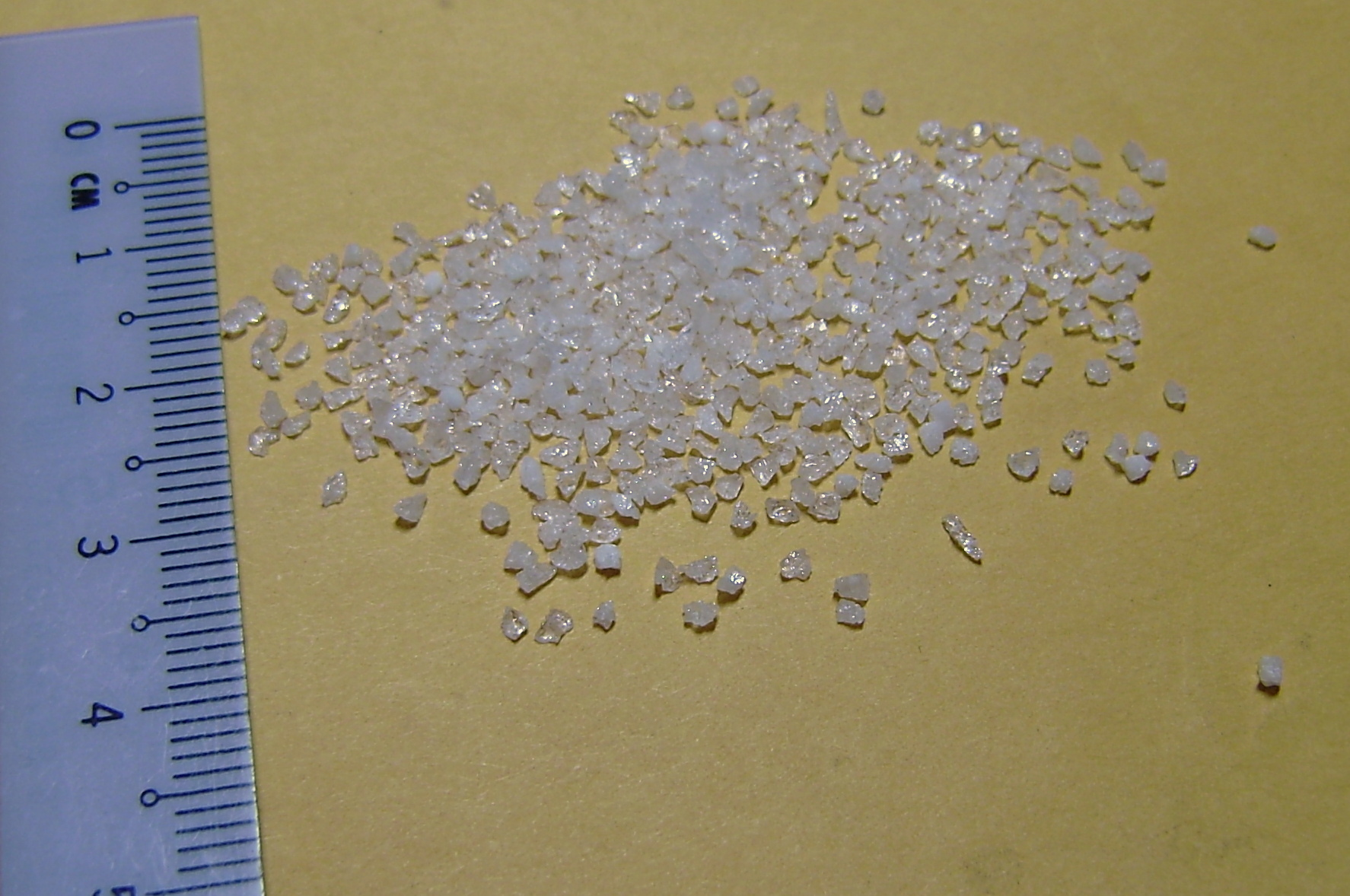
Varné kamínky

Varný kamínek je malé tělísko obvykle z porézního materiálu, které se přidává do zahřívané kapaliny proto, aby nedošlo k jevu zvanému utajený var, tedy k přehřátí kapaliny nad bod varu a poté k explozivnímu varu.
Princip spočívá ve vnesení povrchu ať už kamínku, nebo plynů uvolňujících s z pórů, na kterém se začnou tvořit první bubliny plynné fáze.
Pro laboratorní účely se vyrábějí varné kaménky speciálně určené k tomuto účelu a případně pokryté teflonem, aby byly co nejvíce chemicky inertní. Typickými materiály jsou oxid hlinitý, karbid křemíku, uhličitan vápenatý, síran vápenatý, porcelán nebo uhlík, často pokrytý nereaktivní vrstvou PTFE. Při méně náročném použití, například ve školních laboratořích, lze užít např. střep porcelánu nebo skla. Přičemž tyto nelze opakovaně použít.
Varný kamínek je potřeba přidat do kapaliny již v době, kdy je ještě chladná; pokud se přidá těsně před dosažením bodu varu, může jeho přidání způsobit bouřlivý var v okolí kamínku.